# Cristiano Ernesto II de Saxe-Coburgo-Saalfeld
Cristiano Ernesto II de Saxe-Coburgo-Saalfeld (18 de agosto de 1683 - 4 de setembro de 1745) foi um duque de Saxe-Coburgo-Saalfeld.

## Biografia
Cristiano Ernesto era o filho mais velho de João Ernesto IV, Duque de Saxe-Coburgo-Saalfeld e da sua primeira esposa, a duquesa Sofia Edviges de Saxe-Merseburgo.
Casou-se em Naitschau a 18 de agosto de 1724 com Christiane Fredericka de Koss. O casamento foi desigual, por isso o seu meio-irmão Francisco Josias reclamou a sucessão plena do ducado. O seu pai, João Ernesto, determinou que os irmãos deviam governar juntos e que o ducado não devia ser dividido após a sua morte em 1729. Cristiano Ernesto estabeleceu a sua residência oficial em Saalfeld e Francisco Josias mudou-se para Vest Coburg.
O governo duplo tornou-se impossível pouco depois, o que levou à Controvérsia Heresitária de Coburgo Eisenberg Roemhilder, no segmento da qual Cristiano Ernesto recebeu Coburgo, Rodach, Mönchröden e metade de Neuhaus. Cristiano Ernesto morreu sem deixar descendentes e toda a sua herança passou para o seu meio-irmão, Francisco Josias.

## Genealogia
| Cristiano Ernesto II de Saxe-Coburgo-Saalfeld | Pai: João Ernesto IV, Duque de Saxe-Coburgo-Saalfeld | Avô paterno: Ernesto I, Duque de Saxe-Gota                         | Bisavô paterno: João II, Duque de Saxe-Weimar                                |
| Cristiano Ernesto II de Saxe-Coburgo-Saalfeld | Pai: João Ernesto IV, Duque de Saxe-Coburgo-Saalfeld | Avô paterno: Ernesto I, Duque de Saxe-Gota                         | Bisavó paterna: Doroteia Maria de Anhalt                                     |
| Cristiano Ernesto II de Saxe-Coburgo-Saalfeld | Pai: João Ernesto IV, Duque de Saxe-Coburgo-Saalfeld | Avó paterna: Isabel Sofia de Saxe-Altemburgo                       | Bisavô paterno: Isabel de Brunsvique-Volfembutel, Duquesa de Saxe-Altemburgo |
| Cristiano Ernesto II de Saxe-Coburgo-Saalfeld | Pai: João Ernesto IV, Duque de Saxe-Coburgo-Saalfeld | Avó paterna: Isabel Sofia de Saxe-Altemburgo                       | Bisavó paterna: João Filipe de Saxe-Altemburgo                               |
| Cristiano Ernesto II de Saxe-Coburgo-Saalfeld | Mãe: Sofia Edviges de Saxe-Merseburgo                | Avô materno: Cristiano I de Saxe-Merseburgo                        | Bisavô materno: João Jorge I, Eleitor da Saxônia                             |
| Cristiano Ernesto II de Saxe-Coburgo-Saalfeld | Mãe: Sofia Edviges de Saxe-Merseburgo                | Avô materno: Cristiano I de Saxe-Merseburgo                        | Bisavó materna: Madalena Sibila da Prússia                                   |
| Cristiano Ernesto II de Saxe-Coburgo-Saalfeld | Mãe: Sofia Edviges de Saxe-Merseburgo                | Avó materna: Cristiana de Schleswig-Holstein-Sonderburg-Glücksburg | Bisavô materno: Filipe de Schleswig-Holstein-Sonderburg-Glücksburg           |
| Cristiano Ernesto II de Saxe-Coburgo-Saalfeld | Mãe: Sofia Edviges de Saxe-Merseburgo                | Avó materna: Cristiana de Schleswig-Holstein-Sonderburg-Glücksburg | Bisavó materna: Sofia Edviges de Saxe-Lauemburgo                             |